# Pirdop
Pirdop – miasto w Bułgarii, u podnóża Bałkanów. Centrum administracyjne gminy Pirdop.
Liczba mieszkańców wynosi około 8040.

## Galeria

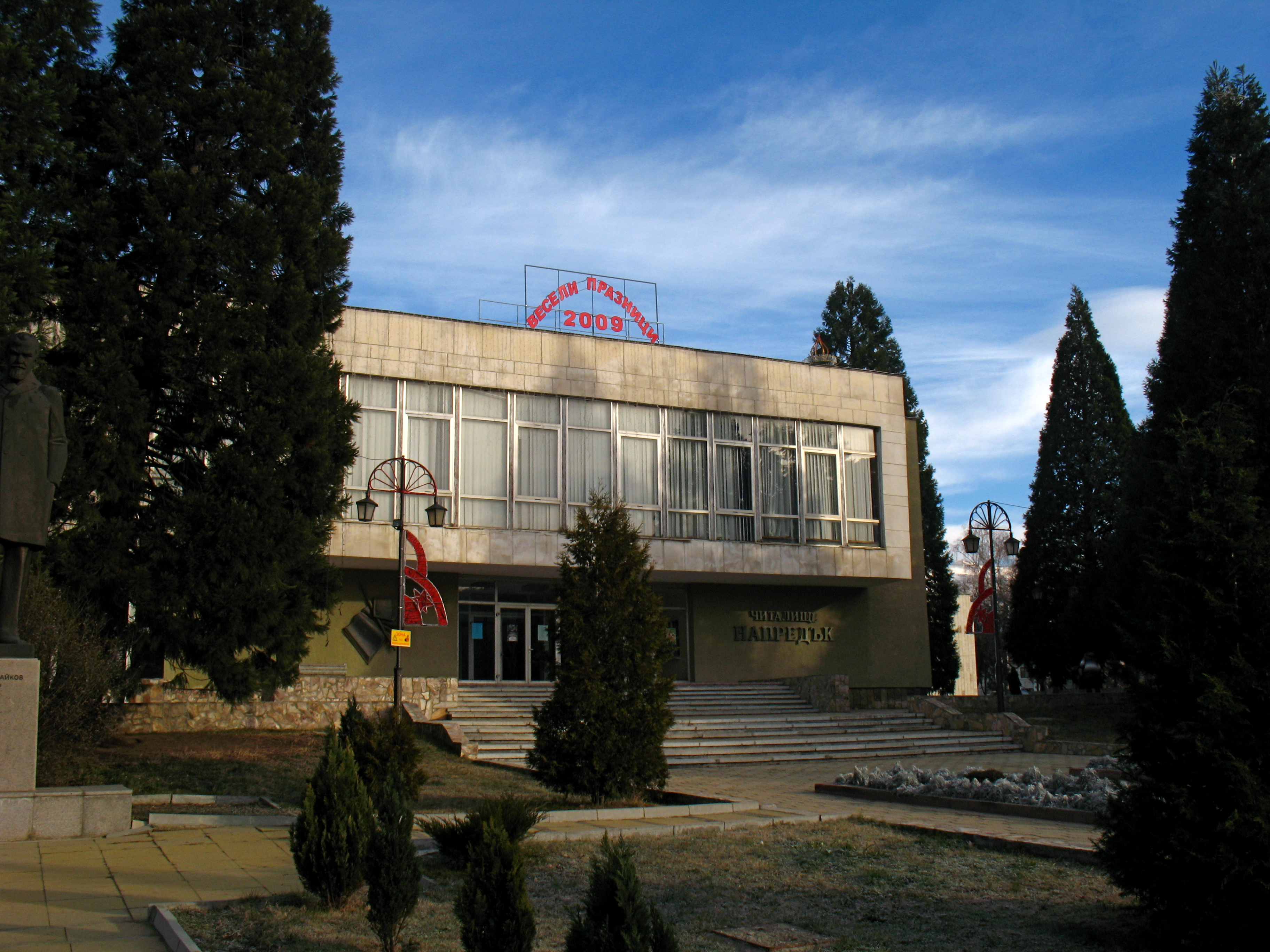
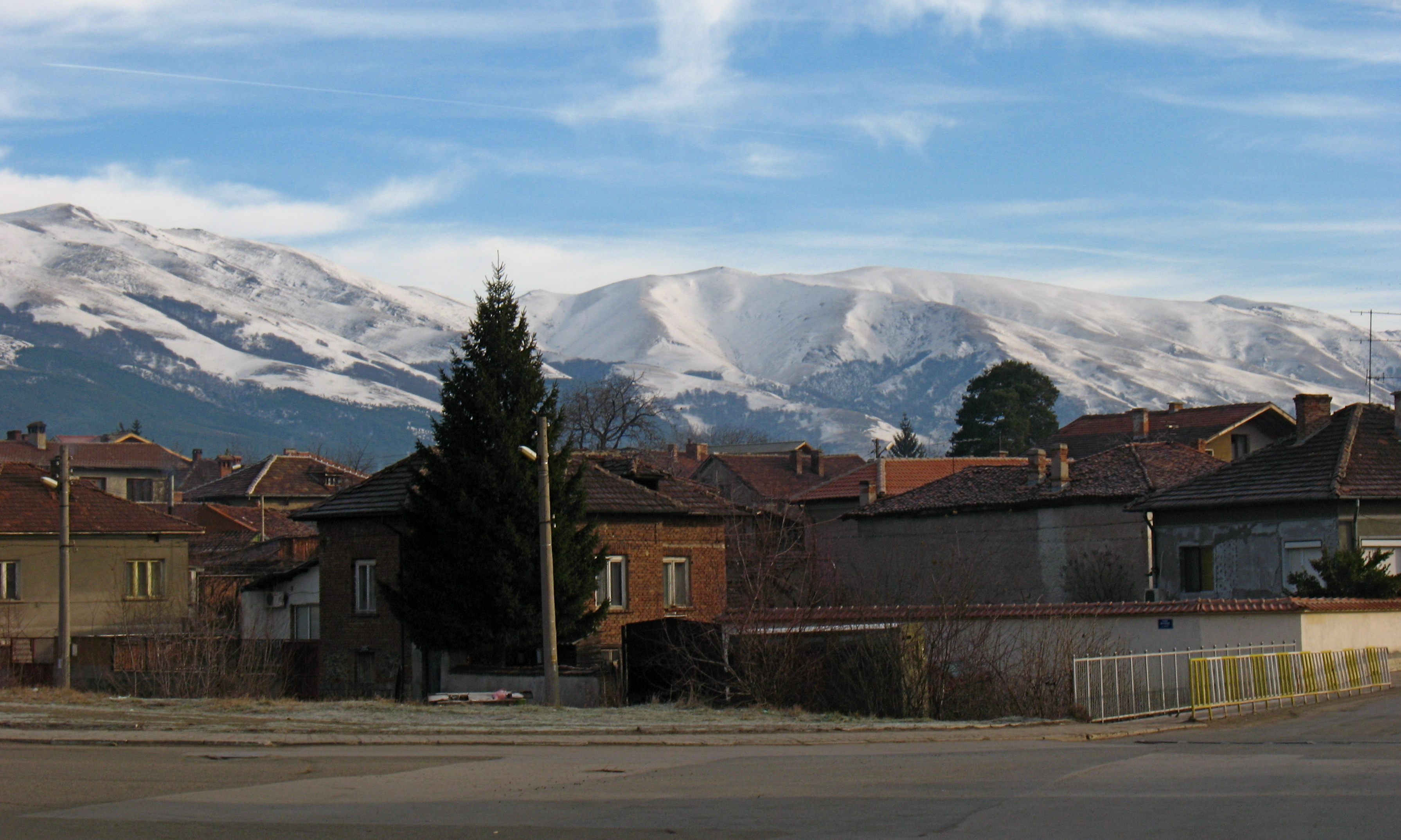
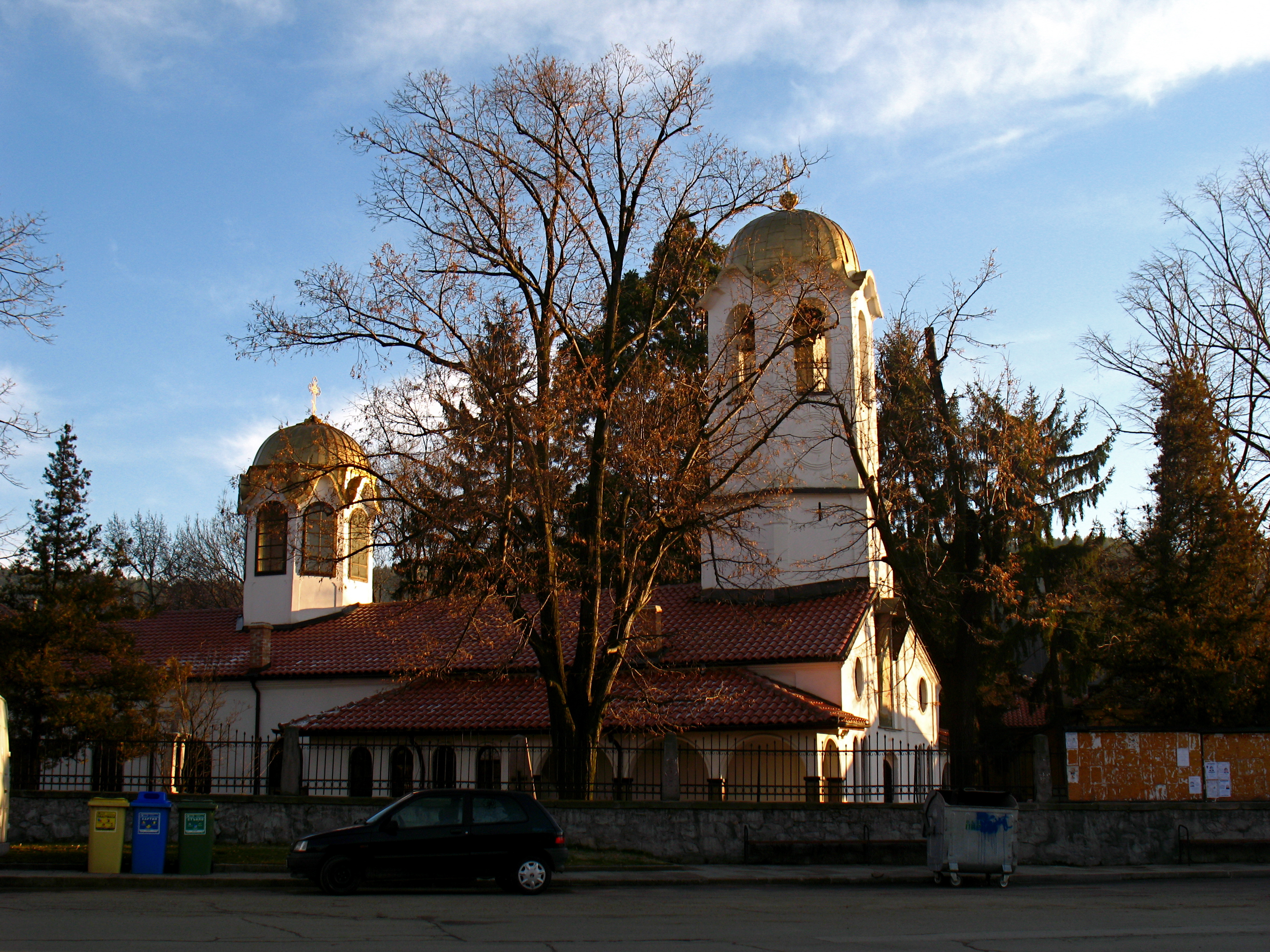
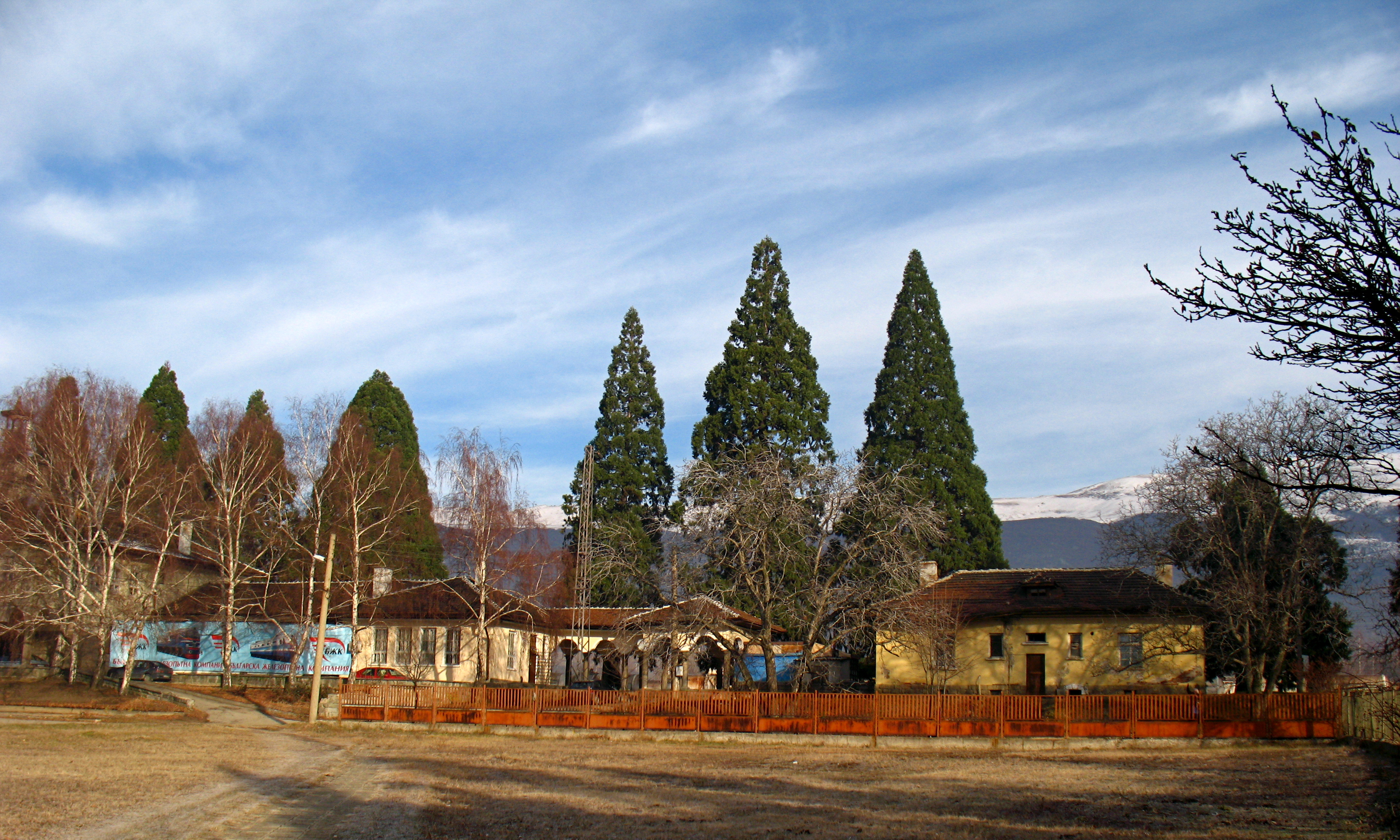

## Miasta partnerskie
- Jegoriewsk, Rosja